# Tocophobie
La tocophobie (du grec tokos « accouchement », et phobos, « peur ») est une phobie spécifique qui désigne la peur pathologique de la grossesse et de l'accouchement. Bien que la plupart des femmes ressentent une crainte normale face à ces événements, la tocophobie se distingue par une peur extrême, irrationnelle et persistante accompagnée de conduites d'évitement touchant la grossesse et l'accouchement. Les personnes affectées par cette peur pathologique peuvent présenter des attaques de panique, de l'insomnie ou des cauchemars[réf. non conforme],. 
C'est au XVIIIe siècle que la tocophobie a été documentée pour la première fois. Le Dr Osiander en Allemagne a publié en 1797 au sujet de femmes devenues suicidaires à cause de cette peur intense. Ses observations ont trouvé écho en 1858 dans les écrits du Dr Louis Victor Marcé dont les travaux sont communément cités de nos jours dans les recherches sur la tocophobie. Il y a 150 ans[Quand ?], les taux de mortalité maternelle et infantile étaient élevés et on peut comprendre que la peur de la grossesse et de l'accouchement était fondée sur la réalité. De nos jours, les soins prodigués aux femmes enceintes sont plus sûrs que jamais auparavant et de ce fait, la peur extrême est considérée comme irrationnelle. 
Les pays scandinaves ont été les pionniers en recherche sur la tocophobie depuis le milieu des années 1980. En 2000, les chercheurs britanniques Kristina Hofberg et Ian Brockington ont utilisé pour la première fois le mot tokophobia dans un article scientifique faisant ainsi entrer le terme dans la littérature médicale. 
Il n'y a pas de consensus général sur la définition exacte de la tocophobie et de ce fait, les estimations de prévalence dans la population varient beaucoup. Depuis 1997, la tocophobie était incluse dans la Classification internationale des maladies (CIM-10) sous le code O99.80 Grossesse, accouchement et puerpéralité. Actuellement[Quand ?], elle est classée sous le code F40.9 Trouble anxieux phobique, sans précision.

## Tocophobie primaire et secondaire
La tocophobie peut être primaire ou secondaire. La tocophobie primaire affecte les femmes nullipares. Ces femmes ont une peur profonde de l'accouchement et ce, même si certaines souhaitent ardemment devenir mères. La tocophobie primaire se développe souvent dans l'enfance ou l'adolescence à la suite d'une expérience négative telle qu'un abus sexuel ou le fait d'entendre des membres de la famille raconter des expériences négatives liées à l'accouchement. Certaines jeunes filles développent la phobie à la suite du visionnement d'un film sur l'accouchement alors qu'elles n'ont pas reçu le soutien éducatif adéquat. La tocophobie secondaire touche les femmes multipares. Elle est souvent le résultat d'un traumatisme vécu lors d'un accouchement, par exemple donner naissance à un enfant mort-né ou affligé d'une malformation.
Des cliniques multidisciplinaires existent dans la plupart des pays scandinaves et elles offrent des soins spécialisés aux femmes tocophobes. Une étude finlandaise datant de 2014[réf. nécessaire] estime que la prévalence de la tocophobie se situe à un niveau un peu plus bas que les études antérieures avaient démontré, soit 2,5 % à 4,5 % comparé aux estimations précédentes qui situaient la prévalence entre 6 et 10 %. Cette étude a mis en évidence la morbidité associée à la tocophobie telle que la dépression post-natale, un plus grand nombre d'admissions des bébés à l'unité de soins intensifs de néonatalogie, des bébés de plus petit poids et une diminution du lien d'attachement mère-enfant. L'étude a également démontré une augmentation significative de cas de tocophobie, passant de 1,5 % en 1997 à 7,8 % chez les multipares en 2010, puis de 1,1 % en 1997 à 3,6 % en 2010 chez les primipares. Il est possible que cette augmentation résulte d'une meilleure connaissance de la tocophobie par le public et le milieu médical.

## Étiologie de la tocophobie

### Traits de personnalité
Certains traits de personnalité prédisposent les femmes à développer la tocophobie. Il a été démontré[Par qui ?][Quand ?] que les femmes ayant une peur aiguë de l'accouchement, se trouvent en plus grand nombre parmi les personnes souffrant d'anxiété généralisée et de dépression. La tocophobie a été fortement reliée à la dépression et l'anxiété pré- et post-natales, ce qui augmente aussi le risque suicidaire de ces femmes enceintes. La tocophobie est plus répandue chez les femmes ayant une personnalité obsessive-compulsive démontrant un comportement obsessif face à la propreté et la contamination et qui recherchent « l'idéal » dans l'expérience de la maternité et de l'accouchement.

### Causes physiques
La tocophobie peut aussi résulter d'un abus sexuel. Les examens vaginaux peuvent alors déclencher des flashbacks. Une expérience d'accouchement traumatisante ou compliquée peut engendrer l'apparition de tocophobie.

### Causes sociales
Il y a des preuves significatives[Lesquelles ?] démontrant que des facteurs d'ordre social peuvent contribuer au développement de la tocophobie. Les femmes sont influencées par l'expérience et les témoignages de leurs amies et membres de la famille lorsqu'elles sont enceintes. Les récits les plus communs concernant le travail et l'accouchement peuvent être sources de peur chez les femmes. Elles peuvent craindre de ne pas être soulagées de la douleur ou d'être laissées seules pendant le travail. Les histoires racontées par l'entourage peuvent miner le sentiment de confiance dans la capacité à accoucher. 

### Causes culturelles
L'influence négative qui est véhiculée par les médias[réf. nécessaire] donne lieu à beaucoup de spéculations. La majorité des couples utilise Internet comme source d'information pendant la grossesse[réf. nécessaire]. La qualité de l'information qui s'y trouve peut être déficiente ou incorrecte. Les émissions de télé-réalité sont devenues très populaires. Certaines[Lesquelles ?] de ces émissions montrent des images légèrement dramatisées de l'accouchement de telle sorte que des adolescentes qui y sont exposées sans un soutien adéquat peuvent développer une peur pathologique.

## Conséquences de la tocophobie
- Risques pour la mère
  - Insomnie/manque de sommeil
  - Dépression pré-natale
  - Demande pour avoir une césarienne
  - Travail plus long (relié à l'augmentation de l'usage d'analgésie épidurale)
  - Risque accru de dépression post-natale
  - Risque accru d'accouchement assisté (recours à des instruments)
  - Trouble de stress post-traumatique
  - Faible lien d'attachement avec le nourrisson

- Risques pour le bébé
  - Faible lien d'attachement avec la mère
  - Augmentation des admissions à l'unité de soins intensifs de néonatalogie (8 % plus élevée)
  - Nourrisson de plus petit poids à la naissance
  - Effets émotionnels à long terme sur le nourrisson

## Prise en charge de la tocophobie
Les femmes tocophobes requièrent d'être prises en charge par une équipe professionnelle multidisciplinaire travaillant en étroite liaison. Dépendant de l'intensité de la peur, l'équipe de soutien sera composée d'un nombre plus ou moins grand de personnes. Parmi les mesures qui doivent être mises en œuvre on mentionne la préparation d'un plan de naissance détaillé, s'entourer d'un réseau social aidant, apprendre à utiliser des techniques de relaxation, respiration, visualisation et imagerie mentale. Dans les cas où la tocophobie est très intense, il ne faut ne pas hésiter à demander de l'aide médicale et psychologique,.